# (72) Feronia
(72) Feronia ist ein Asteroid des inneren Hauptgürtels, der am 29. Mai 1861 vom deutsch-US-amerikanischen Astronomen Christian Heinrich Friedrich Peters am Litchfield Observatory in New York entdeckt wurde, als er eigentlich den knapp zwei Monate zuvor gefundenen Asteroiden (66) Maja beobachten wollte. Es war seine erste Asteroidenentdeckung von insgesamt 48 während der folgenden 28 Jahre.
Der Asteroid wurde benannt nach Feronia, der römischen Göttin der Haine und Freigelassenen. Die Benennung erfolgte auf Wunsch des Entdeckers durch Truman Henry Safford, zu der Zeit Assistent am Harvard-College-Observatorium, der erkannte, dass es sich um einen neuen Asteroiden handelte und nicht um (66) Maja, wie ursprünglich angenommen.

## Wissenschaftliche Auswertung
Mit Daten radiometrischer Beobachtungen im Infraroten von 1974 am Cerro Tololo Inter-American Observatory in Chile wurden für (72) Feronia erstmals Werte für den Durchmesser und die Albedo von 96 km bzw. 0,03 bestimmt. Aus Ergebnissen der IRAS Minor Planet Survey (IMPS) wurden 1992 Angaben zu Durchmesser und Albedo für zahlreiche Asteroiden abgeleitet, darunter auch (72) Feronia, für die damals Werte von 85,9 km bzw. 0,06 erhalten wurden. Mit einer hochaufgelösten Aufnahme mit dem Adaptive Optics (AO)-System am Teleskop II des Keck-Observatoriums auf Hawaiʻi im Infraroten vom 17. Juli 2005 konnte ein äquivalenter Durchmesser von 74 ± 6 km abgeleitet werden. Eine Auswertung von Beobachtungen durch das Projekt NEOWISE im nahen Infrarot führte 2011 zu vorläufigen Werten für den Durchmesser und die Albedo im sichtbaren Bereich von 79,5 km bzw. 0,07. Ein Vergleich von Daten, die von 1978 bis 2011 an der Sternwarte Ondřejov in Tschechien und am Table Mountain Observatory in Kalifornien gesammelt wurden, mit den Daten von NEOWISE führte 2012 zu Werten für den Durchmesser und die Albedo von 79,3 km bzw. 0,09. Nachdem die Werte nach neuen Messungen mit NEOWISE 2012 auf 75,0 km bzw. 0,08 korrigiert worden waren, wurden sie 2014 auf 78,8 km bzw. 0,08 geändert. Nach der Reaktivierung von NEOWISE im Jahr 2013 und Registrierung neuer Daten wurden die Werte 2016 angegeben mit 74,1 km bzw. 0,09, diese Angaben beinhalten aber hohe Unsicherheiten.
Photometrische Beobachtungen von (72) Feronia fanden erstmals statt vom 30. Juni bis 5. August 1981 am Table Mountain Observatory in Kalifornien. Aus den aufgezeichneten Lichtkurven konnte für den Asteroiden eine Rotationsperiode von 8,097 h abgeleitet werden.

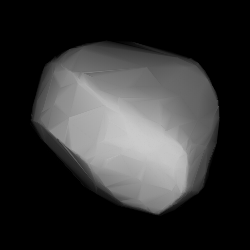
Berechnetes 3D-Modell von (72) Feronia

Aus den archivierten photometrischen Daten des United States Naval Observatory und der Catalina Sky Survey in Arizona sowie des Roque-de-los-Muchachos-Observatoriums auf La Palma wurden dann in einer Untersuchung von 2013 Gestaltmodelle des Asteroiden für zwei alternative Ausrichtungen der Rotationsachse mit retrograder Rotation und eine Rotationsperiode von 8,09068 h bestimmt. Mit dem neuen Algorithmus All-Data Asteroid Modeling (ADAM) konnte 2017 ein Gestaltmodell erstellt werden, das alle verfügbaren photometrischen und photographischen Daten des Keck-II-Teleskops von 2002 und 2005 (siehe oben) gut reproduziert. Die bereits zuvor bestimmten Positionen der Rotationsachse konnten geringfügig verbessert werden, während für die Rotationsperiode ein Wert von 8,09068 h und für den Durchmesser ein Wert von 74 ± 6 km abgeleitet wurde.
Zwischen 2012 und 2018 wurden mit der All-Sky Automated Survey for Supernovae (ASAS-SN) auch photometrische Daten von 20.000 Asteroiden aufgezeichnet. Auf mehr als 5000 davon konnte erfolgreich die Methode der konvexen Inversion angewendet werden, darunter auch (72) Feronia, für die in einer Untersuchung von 2021 ein verbessertes dreidimensionales Gestaltmodell für zwei alternative Rotationsachsen mit retrograder Rotation und einer Periode von 8,0907 h berechnet wurde. Aus archivierten Daten des Asteroid Terrestrial-impact Last Alert System (ATLAS) aus dem Zeitraum 2015 bis 2018 konnte in einer Untersuchung von 2022 mit der Methode der konvexen Inversion eine Rotationsperiode von 8,0907 h berechnet werden. Im Jahr 2023 wurde aus photometrischen Messungen von Gaia DR3 erneut ein dreidimensionales Gestaltmodell des Asteroiden für eine Rotationsachse mit retrograder Rotation und einer Periode von 8,0907 h berechnet.
Abschätzungen von Masse und Dichte für den Asteroiden (72) Feronia aufgrund von gravitativen Beeinflussungen auf Testkörper hatten in einer Untersuchung von 2012 zu keinen sinnvollen Ergebnissen geführt.